# Nora May French
Nora May French est une poétesse américaine née en 1881 et morte le 13 novembre 1907.